# Heliococcus maritimus
Heliococcus maritimus är en insektsart som beskrevs av Danzig 1971. Heliococcus maritimus ingår i släktet Heliococcus och familjen ullsköldlöss. Inga underarter finns listade i Catalogue of Life.